# Mikael Crawford
Mikael Crawford, född 1964 i Storbritannien, är en finlandssvensk journalist och författare. Crawford bor i Borgå i Nyland. Crawford är journalist och arbetar nu som Chef för nyheter och aktualiteter på Yle Östnyland..